# Josef Kvasnička (sochař)
Josef Kvasnička (16. března 1868, Dubská Lhota – 12. října 1932, Vodňany) byl český akademický sochař.

## Život
Josef Kvasnička se narodil 16. března 1868 v Dubské Lhotě v domě č. p. 14 a ještě týž den byl pokřtěn v kostele Rozeslání svatých apoštolů v Dubu. Kmotry mu byli dědeček z matčiny strany Vojtěch Plevka a jeho snacha Rozálie. Po obecné škole začal v roce 1879 studovat reálné gymnázium v Praze a po 4 letech se úspěšně přihlásil na c. k. státní průmyslovou školu v Praze, kde se u profesorů Václava Dědka a Josefa Maudera věnoval kreslení a modelování. V letech 1885 a 1886 studoval malířskou akademii v Praze a navázal c. k. akademií výtvarných umění ve Vídni, kde do roku 1888 studoval všeobecné sochařství. Mezi říjnem 1888 a červencem 1891 pak dovršil svá studia na c. k. umělecko-průmyslové škole v Praze, kde se věnoval u učitele Josefa Václava Myslbeka sochařství hlavně figurálního směru. Myslbek a ředitel František Schmoranz mu pak vystavili vysvědčení s posudkem „Jest způsobilým ve figuralním modelování samostatně tvořiti, sochy, reliéfy komponovati i prováděti. Ve škole vynikal vždy nevšední vytrvalostí i dovedností.“
Vojenskou službu vykonával u pěšího pluku č. 29 a v listopadu 1893 přišel do továrny na uměleckou terakotu Friedricha Goldscheidera ve Vídni – Währingu, kde dělal modeléra, tj. vzorkaře. Po třech letech se na svou žádost odešel věnovat do Čech vlastní tvorbě. V roce 1898 přišel první velký úspěch, když vyhrál první cenu v soutěži o model sochy Kašpara hraběte Štenberka pro Pantheon Národního muzea v Praze, který byl realizován v bronzu. Zúčastnil se i dalších soutěží, v soutěži o pomník Karla Jaromíra Erbena pro Miletín se umístil třetí, ucházel se i o Kubatův pomník pro Zbudov a účastnil se také výstav Krasoumné jednoty, Umělecké besedy a Jednoty umělců výtvarných v Praze. V letech 1901 a 1902 tvořil i na své studijní cestě v italském Římě. 22. června 1902 se vzali s Marií Samkovou (*29. listopadu 1870 v Týništi nad Orlicí) a zřejmě nejistý osud umělce na volné noze ho vedl k rozhodnutí vzít místo ve státních službách a věnovat se kariéře středoškolského profesora.
21. června 1907 získal vysvědčení o způsobilosti učit a 15. října přišel na smíchovské reálně gymnázium jako suplent, kde vyučoval modelování a kreslení. V říjnu 1909 ho přeložili na lounskou c. k. vyšší státní reálku a i tady učil kreslení, rýsování a modelování. V Lounech bydlel se svou ženou v nájemním bytě v dnes už zaniklém domě č. p. 892 na tehdejší Revoluční třídě, současné třídě Osvoboditelů. Také v Lounech se zřejmě věnoval své tvorbě, nicméně zakázky směřovaly jinam. 27. ledna 1912 jeho milovaná manželka, která trpěla srdeční slabostí, zemřela. Stalo se tak náhle v jejich bytě kvůli srdeční příhodě ve věku 40 let. Kvasnička své manželce vytvořil jímavý bronzový reliéf odlitý z bronzu a umístěný na jejím náhrobním kamenu na lounském hřbitově, kde je až do současnosti. Možná kvůli zármutku a bolestným vzpomínkám odešel po přeložení učit na reálku do České Třebové, která nebyla daleko od rodiště jeho ženy. Tam začal počátkem školního roku 1912-1913 učit opět kreslení a modelování. Roku 1915 zde zhotovil u příležitosti 500. výročí upálení Mistra Jana Husa svůj bronzový reliéf umístěný do městských sadů. Po sedmi letech od smrti manželky se znovu oženil a vzal si vodňanskou rodačku Josefu Řehořovou. Roku 1921 byl jmenován profesorem a 1. května 1923 odešel do penze. Potom se s manželkou přestěhovali do jihočeských Vodňan a ve 20. letech dále tvořil. 12. října 1932 ve Vodňanech, nedaleko svého rodiště, zemřel a ke kremaci jeho těla došlo v Českých Budějovicích.

## Dílo
Josef Kvasnička patří mezi skvělé umělce a jeho dílo má své místo v historii českého sochařství. Jeho soupis ale dosud čeká na sepsání a osud především jeho komorních děl je neznámý.
Mezi známá díla patří:
- bronzový model sochy Kašpara hraběte Štenberka pro Pantheon Národního muzea v Praze (1898)[3]
- reliéf na náhrobní kámen své ženy Marie (1912)[4]
- bronzový reliéf mistra Jana Husa při příležitosti 500. výročí jeho upálení pro městské sady v České Třebové (1916)[5]
- Husův pomník v Lounech (1915, odhalen 1925)[4]
- pomník Jana Žižky ve Vodňanech (1928)[3]
- socha Republiky čili socha Svobody na kašně na náměstí Svobody ve Vodňanech[3]
- reliéf poslance Václava Kratochvíla v Lounkách u Roudnice nad Labem
- busta skladatele Antonína Dvořáka, jež bývala majetkem Umělecké besedy pražské

### Reliéf na náhrobek manželky
V roce 1912 po skonu své drahé a milované manželky a před odchodem do České Třebové, vytvořil Kvasnička pro její hrob na hlavním lounském hřbitově jímavou plastiku, která je výpovědí jejich intimního vztahu. Nízký secesní reliéf odlitý z bronzu slévárnou B. Matějíčka v Praze - Vršovicích je vsazen do náhrobního kamene v podobě mohutného kvádru z hrubě otesané žuly. Vlevo na reliéfu je postava zamyšlené dívky a nad její hlavou lipová větévka z níž padá jediný uschlý lístek. Pod postavou je citát Kvasničkova kolegy z lounské reálky, profesora češtiny a němčiny Jaroslava Kroupy, s jeho vzpomínkou: „... Jen několikrát setkal jsem se s ní, ale vlídnost a milost její zachová si navždy v duši mé nejlepší vzpomínku...“. Na pravé straně reliéfu je nápis „Duši vzácné – manžel“. Uprostřed je nápis „Marie Kvasničková, roz. Samková z Týniště n/O., choť ak. sochaře a profesora. -1871–1912.-“.

### Pomník mistra Jana Husa v Lounech
Na lounském náměstí stojí Kvasničkova monumentální socha mistra Jana Husa v nadživotní velikosti, která patří neodmyslitelné ke vzhledu historického jádra města. Její historie sahá do 28. září 1913, kdy položil předseda lounského Spolku pro postavení pomníků mužům o český národ zasloužilým návrh na pořízení reprezentativní připomínky mistra Jana Husa pro město Louny. Následovalo několikaměsíční hledání vhodného autora a díla několika způsoby včetně soutěže, do jejíž poroty přijel až z východočeské České Třebové zasednout i Josef Kvasnička. Žádný pokus ale nebyl úspěšný a spolek tak začal uvažovat, že práci přidělí přímo Josefu Kvasničkovi. Spolek začal hledat cestu, jak to udělat korektně bez obejití nutné soutěže a nakonec padlo 24. července 1914 rozhodnutí vypsat vyzvanou soutěž. V té byli osloveni sochaři Rektor, Beneš, Vlček a Kvasnička, a ten jediný začal na díle ihned pracovat. Nejprve byla schválena skica, následoval model ve čtvrtinové velikosti a 14. července 1915 zástupci spolku převzali hotové sádrové dílo pro odlití o celkové výšce postavy 2,3 metru. Kvůli válce se práce na realizaci obnovily až v listopadu 1921 a až v roce 1923 se podařilo sehnat dostatek peněz a bronzu na odlití sochy. Byla podepsána smlouva a v červnu 1924 byla socha hotova. Následovala jednání o nejvhodnějším umístění sochy, byla zasypána nefunkční studna na náměstí, upraveno okolí pomníku a vyhotoven byl žulový podstavec. To všechno si vyžádalo další velkou spoustu prostředků. Dne 18. října 1925, více než 10 let po převzetí sádrového modelu sochy spolkem k odlití, došlo k slavnostnímu odhalení hotové sochy, která je prý ještě o 30 cm vyšší, než jak byla schválena.

### Husův pomník v České Třebové
Při příležitosti 500. výročí upálení mistra Jana Husa vytvořil Kvasnička pro městské sady v České Třebové roku 1916 bronzový reliéf kazatele. Kvůli ochraně před válečnou rekvizicí bylo ale dílo ukryto v muzeu a osazeno bylo až v roce 1920 na kámen u vstupu do parku Javorka. Slavnostní odhalení proběhlo v červenci. V roce 2005 na jaře byl reliéf odcizen. Díky dochovanému originálnímu modelu pro odlití desky byla vyrobena replika, která byla odhalena na původním místě 5. listopadu 2006.

### Galerie

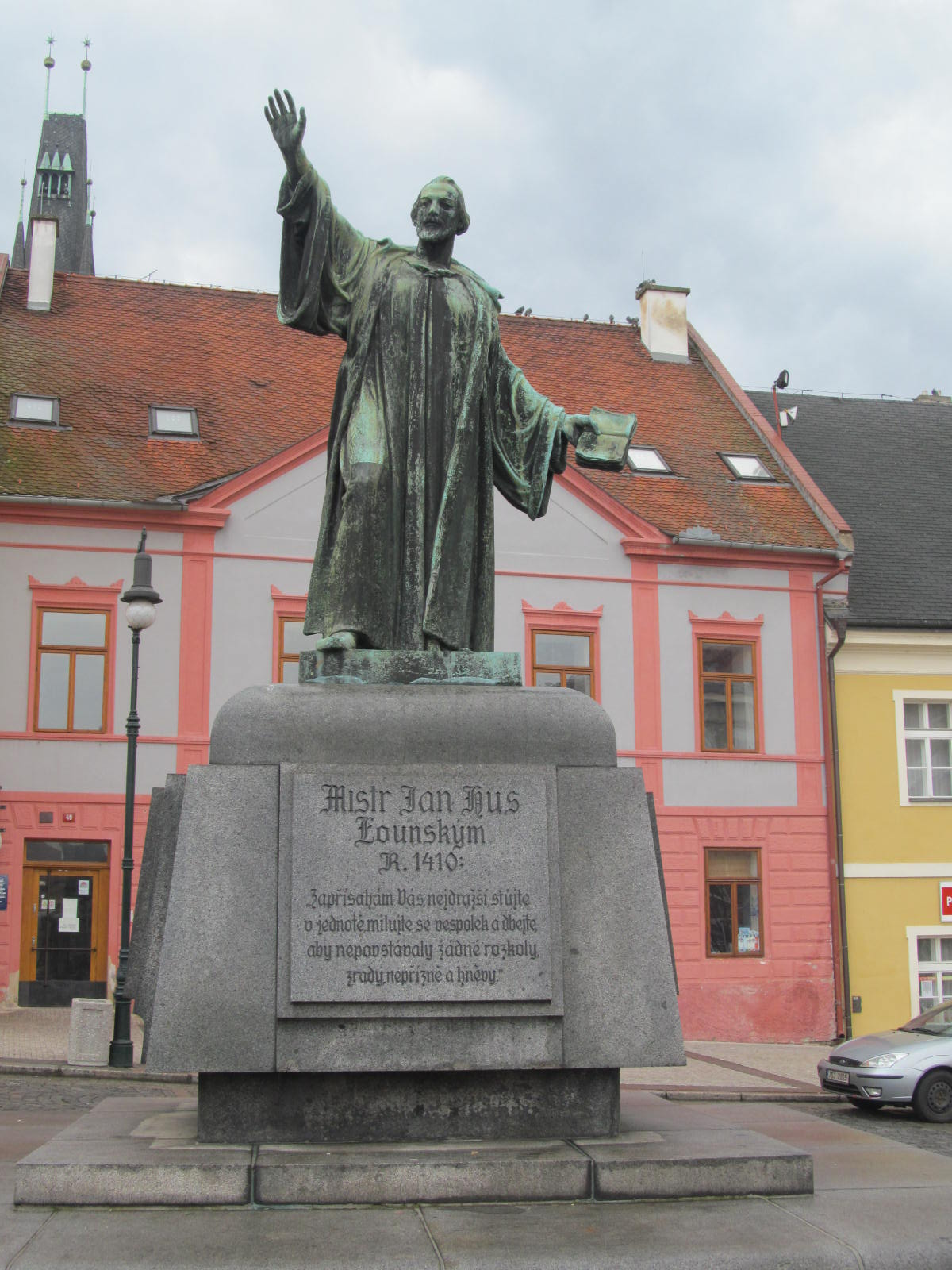
Pomník mistra Jana Husa v Lounech
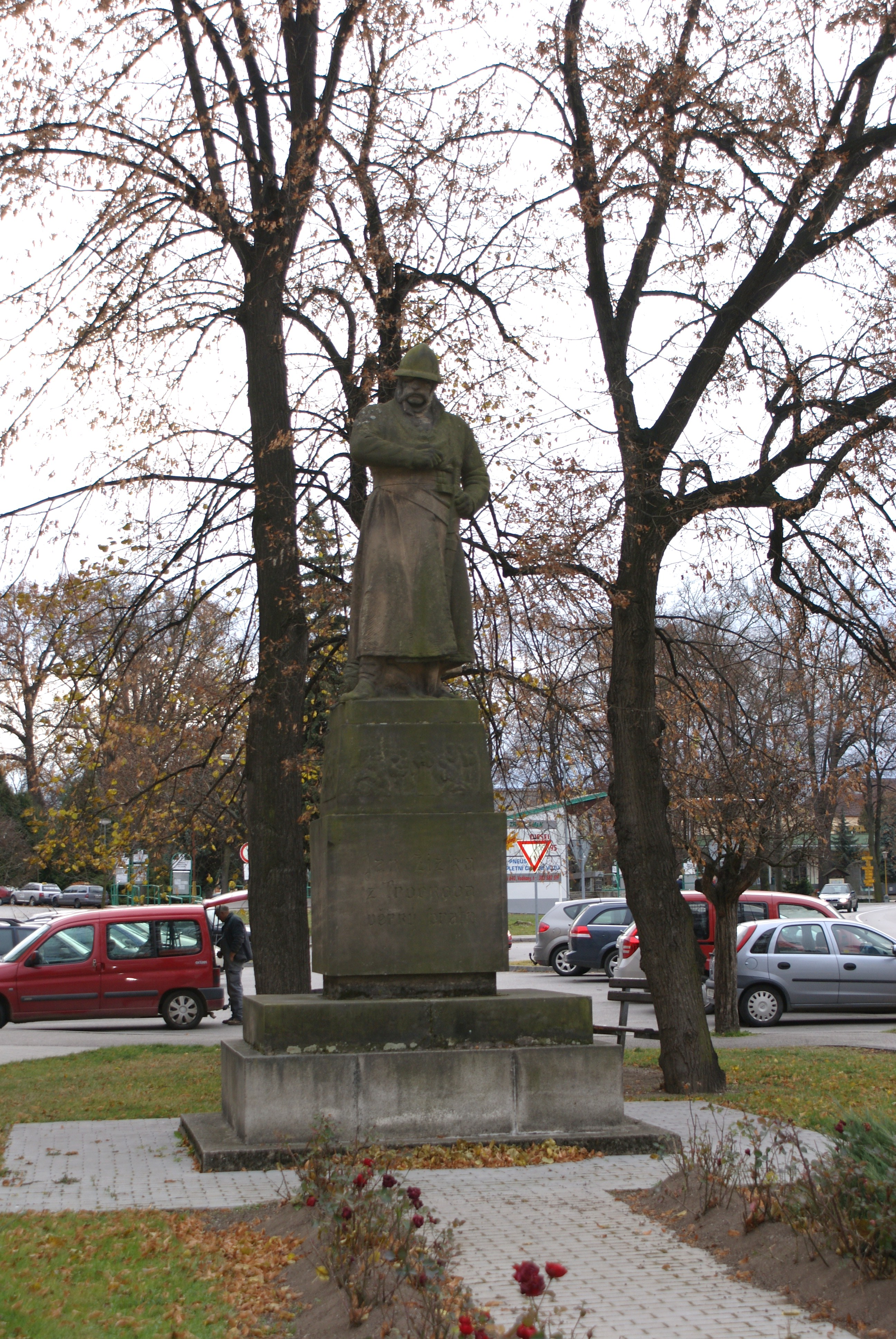
Pomník Jana Žižky ve Vodňanech
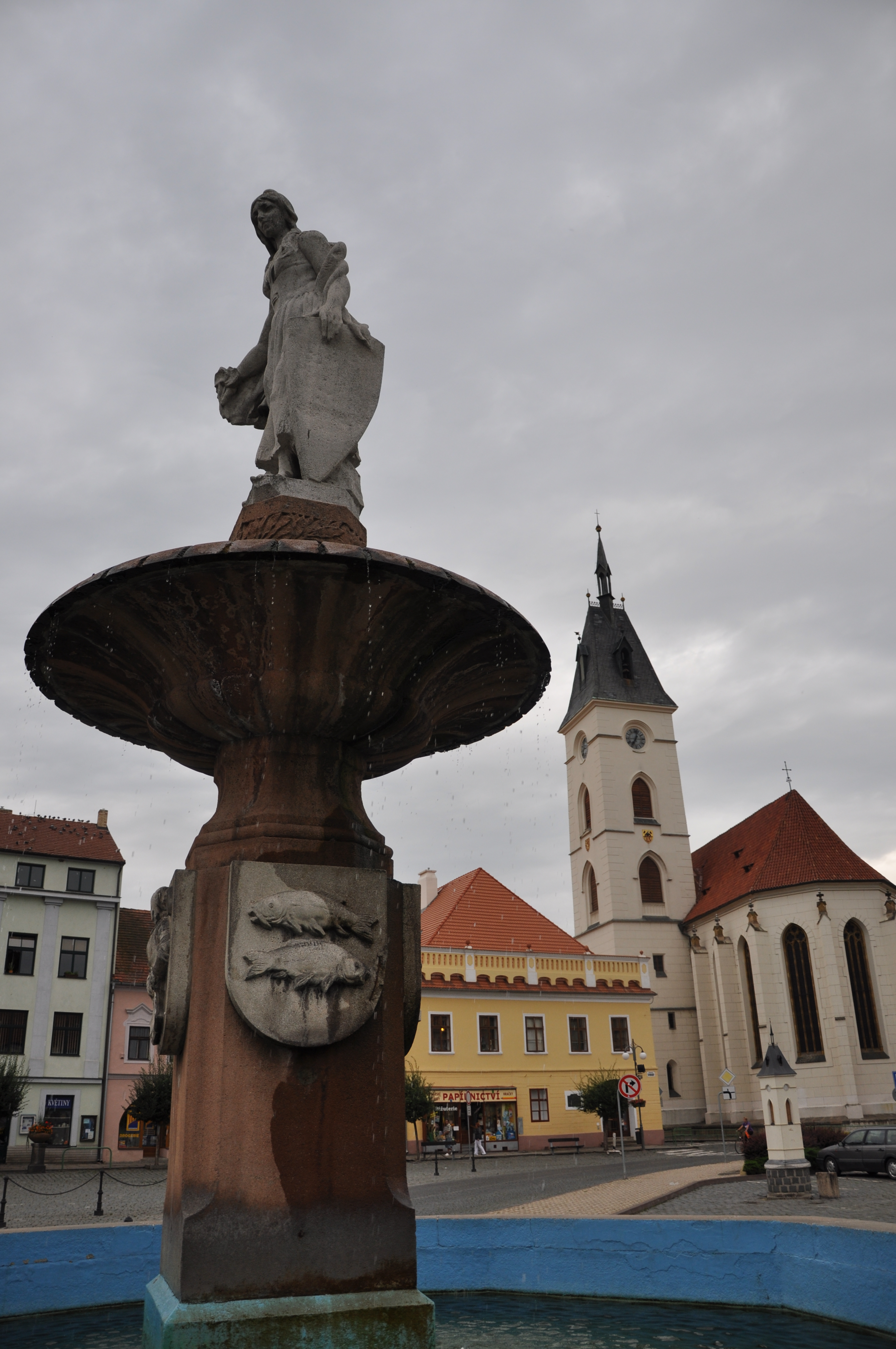
Socha Svobody na kašně ve Vodňanech
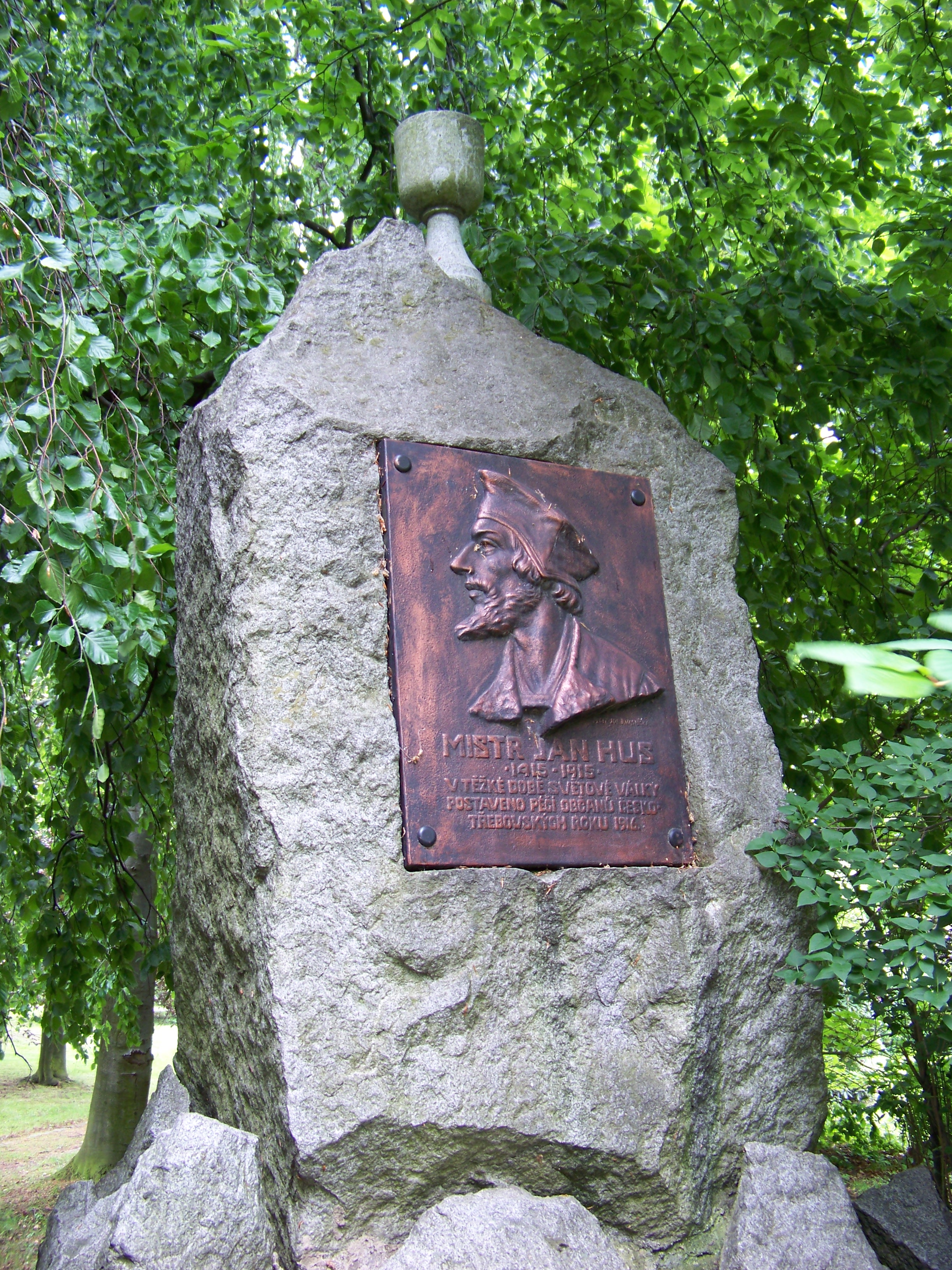
Reliéf k připomínce 500. výročí upálení Jana Husa v České Třebové

## Spolky
Josef Kvasnička byl řádným členem Jednoty umělců výtvarných.